# 妙楽院
妙楽院（みょうらくいん）は、埼玉県春日部市粕壁三丁目にある寺院。宗派は真言宗智山派である。山号は「月光山」で、本尊は地蔵菩薩。

## 沿革
慶長12年（1607年）、僧尊海によって開山された。
現住職は第22世石川晃成。

## 文化財
脇仏には愛染明王座像（伝、鳥羽天皇御作寺宝として安置）不動明王立像、阿弥陀如来座像、近年になって春日部梅田の岩松拾文師の弘法大師座像、興教大師座像、十一面観音菩薩立像を安置している。
また、板碑が3基保存されている。それぞれの年代は、嘉暦3年（1328年）、元弘2年（1332年）、元弘3年（1333年）となっている。